# Saint-Pompain
 Saint-Pompain  es una población y comuna francesa, en la región de Poitou-Charentes, departamento de Deux-Sèvres, en el distrito de Niort y cantón de Coulonges-sur-l'Autize.

## Demografía
| 873 | 786 | 771 | 749 | 805 | 805 |
| Para los censos de 1962 a 1999 la población legal corresponde a la población sin duplicidades (Fuente: INSEE [Consultar]) |     |     |     |     |     |